# The Best
The Best是索尼PlayStation在日本和亚洲部分地区的廉价类别。类似的廉价类别还有北美的Greatest Hits、PAL区的Essentials以及韩国的BigHit Series。
在初代PlayStation中，当PSone2000年发行时，Best版为PSone Books名义。此标签下的游戏皆为廉价再次发行的畅销游戏。以PSone Book标签发行的游戏和其他PlayStation游戏不同，使用的是小光盘盒。游戏说明书通常置于包装盒以外，并和光盘盒封装在包装塑料中。碟中收录的游戏通常为原版零售游戏，但少量作品有修正错误。PSone Books一直销售到2006年下半年。
第一个PlayStation 3 The Best作品2008年3月19日发行。但《装甲核心4》在之前的2008年1月10日以Best Collection名义再版。

## 官方The Best作品列表

### PlayStation
The Best
| - A列车IV Evolution Global - A5: A列车5 - ðの食卓 - FIFA 98世界杯之路 - GT賽車 - Gunbarl - I.Q智能立方体 - I.Q最后 - K-1格斗复仇幻觉 - K-1格斗幻想'98 - PACHI完全捕捉通用官方指导3 - PAL Kamiinu传奇 - PaRappa the Rapper - R?MJ: 神秘医院 - REAL BOUT 餓狼傳說 - RPG游戏制作3 - SD GUNDAM GCentury - SD GUNDAM GGeneration - Shutoko战 - DRIFT KING - Shutoko战 - R - Sōmatō - Tsuwadō海底捞母鸡 - UmJammer Lammy - VIB-丝带 - 越野英雄 - 三國志IV - 三國志V - 三國志VI - 三國無雙 - 专业麻将很PLUS - 世界梦幻岛 - 世界梦幻岛2钚共和国的故事 - 主题公园 - 义和团的路 - 亞克傳承 - 亞克傳承 II - 亞克傳承 III - 传奇食人魔 - 侍魂 斩红郎无双剑 - 便利店 - 垄断案 - 肛镇 - 信长之野望·天翔记 - 信长之野望·将星录 - 信长之野望·烈风传 - 信长之野望·霸王传 - 全国战斗 AIR LAND BATTLE - 全国战斗启德的改进 - 全规模的专业麻将 Tetsuman Special - 公交车登陆2 - 刀魂 - 刻命馆 - 南梦宫博物馆VOL.1 - 南梦宫博物馆VOL.2 - 南梦宫博物馆VOL.3 - 南梦宫博物馆VOL.4 - 南梦宫博物馆VOL.5 - 南梦宫博物馆喝采 - 古典路 - 古墓奇兵 - 古墓丽影II - 命運傳奇 - 响尾蛇 USA - 响尾蛇2 - 回声之夜 - 国王的场 II - 国王的场 III - 在一起 - 在血 - 在血2 - 声音新颖的进化 1: 弟切草 特别篇 | - 声音新颖的进化 2: 恐怖驚魂夜 特别篇 - 大战略 〜玩家精神〜 - 太阁立志传II - 太阳的尾巴 - 女神異聞錄 - 女神異聞錄2 - 它精湛的Parodius！DELUXE PACK - 宇宙巡航艦外傳 - 宇宙骑警 - 客厅专业 - 客厅专业2 - 客厅专业4 - 封神演义 - 山脊赛车 - 山脊赛车革命 - 工程机械模拟器KENKI全 - 巫术Llylgamyn传奇 - 希塞 - 希塞珍宝 - 幪面超人 - 幻想傳奇 - 幻想水滸傳 - 心跳回忆 永远属于你 - 快打旋風EX plus α - 快打旋風ZERO2' - 怪物农场 - 怪物农场2 - 恐龍危機 - 恐龙危机2 - 恶魔召唤师灵魂黑客 - 惡魔城X 月下夜想曲 - 愤怒的Dokapon！铁剑 - 成为飞行员！ - 我的家梦 - 我的暑假 - 我的烹饪 - 战斗竞技场 Toshinden 2 Plus - 战斗精神列传新日本职业摔角 - 拳皇'95 - 拳皇'96 - 拳皇'97 - 擁抱季節 - 新地图集 - 新的主题公园 - 新超级机器人大战 - 时间危机 - 暗黑破坏神 - 月亮不怕冒险RPG - 月光综合征 - 格兰蒂亚 - 模擬城市2000 - 機動戰士GUNDAM - 機動戰士GUNDAM Version 2.0 - 永恆傳奇 - 汉堡汉堡 - 汽艇 - 波波羅克洛伊斯物語 - 波波羅克洛伊斯物語2 - 浪客剑心- 十勇敢阴谋母鸡 - 浪客剑心-恢复激斗篇 - 浴客超出了我的尸体 - 游戏王怪兽胶囊出血及战 - 爆走卡車傳說～男一匹夢街道 - 爆走卡車傳說2～人生夢一路 - 牧場物語 中秋滿月 - 狂野歷險 - 狂野歷險 2nd Ignition - 玉繭物語 | - 玛丽亚为什么你们出生 - 琳达再次立方体 - 瑞德飞脚 - 画谜 - 皇牌空战 - 皇牌空战2 - 皇牌空战3 电子领域 - 真正的爱情故事 - 真说侍魂 武士道列传 - 神眼釣手 - 立体忍者活劇 天誅 - 第4次超級機器人大戰S - 第一神拳 THE FIGHTING! - 粘土世界 - 维吉兰特8 - 范·德尔心 - 茉莉花 - 蜉蝣 - 血腥咆哮 - 裝甲核心 - 裝甲核心 幻影計劃 - 裝甲核心 競技場之王 - 让我们拿牌 - 让我们的学校！ - 诺埃尔结数字 - 赛马大亨2节目'96 - 赛马大亨3 - 赤川次郎夜曲 - 走在喷气机！ - 超人力霸王 Fighting Evolution - 超奥运会在长野 - 使命数字超时空要塞VF-X - 超級機器人大戰F - 超級機器人大戰F完結編 - 迷霧之島 - 选项调整汽车战役 - 通过MAX最快的漂移高手 - 通过MAX 2 - 酷寄宿生 - 酷寄宿生2 - 金田一少年之事件簿噩耗岛的新祸害 - 鍊金術士瑪莉PLUS 〜薩爾博格的錬金術士〜 - 鍊金術士艾莉 〜薩爾博格的錬金術士2〜 - 鐘樓驚魂2 - 铁拳 - 铁拳2 - 铁拳3 - 雙面嬌娃 - 雪割花 - 零试点 - 雷暴雨 - 雷电项目 - 雷盖亚传说 - 電車GO! - 電車GO!2高速編 - 電車GO!Professional - 露娜 银河之星物语 - 頭文字D - 驰骋赛车2 - 驰骋赛车2000 - 高尔夫明娜 - 高尔夫明娜2 - 魔法氣泡通 - 魔法氣泡SUN - 鲁邦三世卡里奥斯特罗之城 - 重逢 - - 麻将锦标赛II Special - 龙战士 III - 龙战士 IV |

The Best for Family
| - DX游戏人生 - DX游戏人生 II - DX日本特急凉子游戏 - DX游戏百万富翁 - Nyanto精彩 - 七龍珠Z 伟大的龙珠传说 - 七龍珠Z 最强22人 - 龙珠Z：最伟大的龙珠传说 - 俄罗斯方块X - 口袋战士 - 古惑狼 - 古惑狼2：皮质反击 - 古惑狼3：扭曲 - 古惑狼赛车 - 名偵探柯南 - 咕卓DE公园主题公园故事 - 大盜五右衛門〜宇宙海盗Akogingu〜 | - 她的奶油料斗头 〜报废恐慌〜 - 它出来待办事项兵蜂是 雅虎! DELUXE PACK - 寻找河流Nurishi钓鱼秘境 - 捉猴啦 - 数码宝贝世界 - 时间飞船系列母船和一杆！Doronbo - 桃太郎傳說 - 桃太郎电铁7 - 正在进行中！大战益智达马 - 汽车香椿大奖赛美国版 - 泡泡龙2 - 泡泡龙3 DX - 洛克人8 金屬英雄們 - 洛克人DASH：鋼之冒險心 - 洛克人DASH 2：龐大的遺產 - 洛克人X3 | - 洛克人X4 - 洛克人X5 - 洛克人X6 - 洛克人战斗与大通 - 炸弹人世界 - 炸弹人幻想赛 - 爆走兄弟Let's & Go!!WGP 極速賽事 - 特隆博讷不幸的事 - 粉碎法院 - 绍罗Q Ver 1.02 - 绍罗Q 2 - 绍罗Q 3 - 绍罗Q海洋Q船 - 绍罗Q精彩！ - 跳岩企鹅ROCKY×HOPPER - 風之少年～通往幻夢界之門～ |

PS one Books
| - 20世纪射手列传 - Bishi Bashi Special - Bishi Bashi Special 2 - Bishi Bashi Special 3: Step Champ - Dōkyu混音台球多个 - DX游戏人生V - DX游戏总裁 - DX游戏百万富翁II - FEVER SANKYO弹珠官方模拟 - FEVER2 SANKYO弹珠官方模拟 - FEVER3 SANKYO弹珠官方模拟 - FEVER4 SANKYO弹珠官方模拟 - FEVER5 SANKYO弹珠官方模拟 - GT賽車 - GT賽車2 - HUNTER×HUNTER 〜视觉贪婪之岛〜 - HUNTER×HUNTER 〜剥夺光环石〜 - I.Q最后 - Nurishi捞海 - 向金银岛 - - Ōma ga Toki - Ōma ga Toki 2 - PACHI插槽ARUZE王国2 - PACHI插槽ARUZE王国4 - Parappa the Rapper - R4山脊赛车4型 - Reikoku - Kizoku池田通灵学院 - - Shutoko战 - R - UmJammer Lammy - VIB-丝带 - 越野英雄 - 越野英雄2 - WTC〜世界房车锦标赛〜 - 主题水族馆 - 五右衛門新世代袭名! - 亞克傳承 - 亞克傳承 II - 亞克傳承 III - 交锋Toma L'Arc: Tomarunner VS L'Arc〜en〜Ciel - 令人兴奋的职业摔角2 - 伟大的橄榄球解说98世界杯之路 - 侍魂 天草降临 Special - 侍魂 斩红郎无双剑 - 储蓄大冒险禁止健货箱 - 克罗卡罗国王 - 全日本职业摔跤冠军的灵魂 - 兵蜂是RPG - 刀魂 - 刻命馆 - 前线任务3 - 勇者斗恶龙IV 被引导的人们 - 勇者斗恶龙VII 伊甸的战士们 - 古墓奇兵 - 古墓丽影II - 古惑狼 - 古惑狼2：皮质反击 - 古惑狼3：扭曲 - 古惑狼嘉年华 - 古惑狼赛车 - 召喚夜響曲 - 召喚夜響曲2 - 合金弹头：超级战车001 - 吸血鬼猎人D - 咕卓DE公园主题公园故事 - 咯咯咯鬼太郎 逆袭!妖魔大血战 - 唢呐 - 嗯嗯天使 - 回声之夜 | - 回声之夜＃2睡眠标尺 - 国王密令 - 國王密令II - 國王密令III - 圣剑传说 玛娜传奇 - 声音新颖的进化3: 城市的路口〜命运〜 - 复活节 - 睡眠赤川次郎女巫 - - 大盜五右衛門〜大江户大回转〜 - 大盜五右衛門〜宇宙海盗Akogingu〜 - 天空餐厅 - 太阳的尾巴 - 女神側身像 - 女神異聞錄 - 妹妹公主 - 妹妹公主2 - 学校美眉NE★测验后♥ - 它出来待办事项兵蜂是 雅虎! DELUXE PACK - 它精湛的Parodius！DELUXE PACK - 宇宙巡航机外传 - 宇宙骑警 - 寂静岭 - 寄生前夜II - 寻找河流Nushi钓鱼秘境 - 小公主马尔王国2 - 工程机械模拟器KENKI全 - 希塞 - 带记录器9 - 幻想水滸傳 - 幻想水滸傳II - 幻想水滸外傳Vol.1 哈路莫尼亞的劍士 - 幻想水滸外傳Vol.2 水晶谷的決鬥 - 復活邪神：邪神領域 - 復活邪神：邪神領域2 - 心跳回忆 永远属于你 - 心跳回忆2 Substories 记忆振铃 - 心跳回忆2 Substories 跨越文化节 - 心跳回忆2 Substories 跳舞暑假 - 心跳回忆对战益智达马 - 心跳回忆对战益智达马2 - 心跳回憶 Drama Series Vol.1 虹色青春 - 心跳回憶 Drama Series Vol.2 彩之戀曲 - 心跳回憶 Drama Series Vol.3 啟程之詩 - 恶魔召唤师灵魂黑客 - 惡魔城X 月下夜想曲 - 我的家梦 - 我的烹饪 - 战斗绍罗Q - 拳皇'97 - 拳皇'98 - 捉猴啦 - 掴快乐节奏的主力部队 - 放浪冒险谭 - 数字滑翔机飞行员 - 新的主题公园 - 时空之轮 - 星海遊俠2 二次進化 - 暮光之城综合征团圆 - 最终幻想VII International - 最终幻想战略版 - 柿子棋2 - 桃太郎傳說 - 桃太郎电铁7 - 桃太郎电铁V - 横贯美国超测验 - 波波罗克洛最初的冒險 - 波波羅克洛伊斯物語 - 波波羅克洛伊斯物語2 | - 洛克人 - 洛克人2 威利博士之謎 - 洛克人3 威利博士的末期！？ - 洛克人4 新的野心！！ - 洛克人5 布魯斯的陷阱！？ - 洛克人6 史上最大戰爭！！ - 洛克人X4 - 测验$百万富翁 - 测验$百万富翁令人兴奋的派对 - 浴客超出了我的尸体 - 游戏王．怪兽胶囊．出血及战 - 湖名人赛PRO - 潛龍諜影 - 潜龙谍影积分 - 潜艇猎人杀手鲸 - 炸弹人乐园 - 炸弹人幻想赛 - 牧場物語 中秋滿月 for girl - 狂野歷險 - 狂野歷險 2nd Ignition - 猫蚊子吴可依 - 玉繭物語 - 生活充满测验第二次！游戏 - 異域神兵 - 疯狂拼图波恩仓岛儿童冠 - 盖伊桨什么名堂麻将 〜天河我这个〜 - 瞄准！享有盛誉的棒球队 - 神佑擂台 - 神眼釣手 - 神眼釣手II - 科林·麦克雷拉力赛 - 科林·麦克雷拉力赛2 - 秘寶傳說 - 穿越时空 - 策略师虎，虎，虎！陆战母鸡 - 粉碎法院 - 绍罗Q 3 - 绍罗Q精彩！ - 绍罗Q喷气翅膀彩虹 - 绍罗Q海洋Q船 - 网球王子 - 聖石小子〜未完成的石头的秘密〜 - 聖石小子〜永恒的债券〜 - 英国马尔 - 范·德尔心 - 范·德尔心II - 莫尼骰子德Pyon！ - 蒸芋头 - 虎！虎！虎！ - 蜉蝣 - 裝甲核心 - 裝甲核心 幻影計劃 - 裝甲核心 競技場之王 - 让我们玩政治！Potestas - 让我们的学校！ - 让我们的学校！ 2 - 赛车泻湖 - 赤川次郎夜曲 - 赤川次郎夜曲2 - 超級機器人大戰α - 超級機器人大戰α外傳 - 遊戲王．真．怪獸之決鬥．被封印的記憶 - 闪灵二人组 GetBackers夺还屋 - 陸行鳥大賽車 - 雷电微亚军疯子〜博士的秘密计划〜 - 驰骋赛车3 |

### PlayStation 2
- Ace Combat 04
- Ape Escape 2（英语：Ape Escape 2）
- 捉猴啦3
- Ape Escape: Million Monkeys（英语：Ape Escape: Million Monkeys）
- Armored Core 3（英语：Armored Core 3）
- Armored Core: Nexus（英语：Armored Core: Nexus）
- Biohazard 4
- 生化危機 逃出生天
- Boku no Natsuyasumi 2（英语：Boku no Natsuyasumi 2）
- 魔王與我
- Bomberman Land 2（英语：Bomberman Land 2）
- Breath of Fire V: Dragon Quarter（英语：Breath of Fire: Dragon Quarter）
- Capcom Vs. SNK2: Millionaire Fighting 2001（英语：Capcom Vs. SNK2: Millionaire Fighting 2001）
- Crash Bandicoot: The Wrath of Cortex
- Crash Nitro Kart（英语：Crash Nitro Kart）
- Culdcept II（英语：Culdcept II）
- 暗云编年史
- 暗云
- 最终幻想战略版
- 惡魔獵人系列
- Disaster Report（英语：Disaster Report）
- Disgaea
- Dragon Ball Z（英语：Dragon Ball Z: Budokai）
- Dragon Ball Z 2（英语：Dragon Ball Z: Budokai 2）
- Everybody's Golf 4
- Extermination
- Fatal Frame II: Crimson Butterfly
- Gallop Racer 6（英语：Gallop Racer 6）
- God Hand（英语：God Hand）
- GT赛车4
- GT赛车4
- GT赛车 东京2001概念车赛
- Guilty Gear X2（英语：Guilty Gear X2）
- GUNDAM無雙
- ICO
- Initial D: Special Stage（英语：Initial D Arcade Stage#Initial D Special Stage）
- Jak & Daxter（英语：Jak & Daxter）
- Kengo 2（英语：Kengo 2）
- Kinnikuman: Generations（英语：Kinnikuman Generations）
- 塊魂
- 王國之心系列
- 王國之心 記憶之鍊
- 王國之心II
- Klonoa 2: Lunatea's Veil（英语：Klonoa 2: Lunatea's Veil）
- Maximo（英语：Maximo: Ghosts to Glory）
- 潛龍諜影2 自由之子
- 潛龍諜影3 食蛇者
- 魔物獵人
- Naruto: Narutimate Hero（英语：Naruto: Narutimate Hero）
- NAMCO x CAPCOM
- 大神
- Operator's Side（英语：Operator's Side）
- Parappa the Rapper 2（英语：Parappa the Rapper 2）
- Pipo Saru 2001（英语：Pipo Saru 2001）
- 拉捷特與克拉克
- Ratchet & Clank 2（英语：Ratchet & Clank 2）
- Ratchet & Clank 3
- Ratchet: Deadlocked（英语：Ratchet: Deadlocked）
- Raw Danger（英语：Raw Danger）
- Rez（英语：Rez）
- 人中之龍
- 人中之龍2
- Sengoku Basara 2
- Sengoku Basara 2: Heroes
- 闇影之心II
- 汪達與巨像
- Shutokō Battle 0（英语：Shutokō Battle 0）
- 真·女神轉生III－Nocturne
- 女神異聞錄3
- 女神異聞錄4
- Shinobi（英语：Shinobi (PlayStation 2)）
- Summer Vacation 2（英语：Summer Vacation 2）
- 召喚夜響曲
- 超級機器人大戰
- Super Robot Wars Alpha 2
- Super Robot Wars Z（英语：Super Robot Wars Z）
- 死魂曲
- 死魂曲2
- 遺跡傳奇
- 交響曲傳奇
- 深淵傳奇
- Tekken 4
- Tekken Tag Tournament（英语：Tekken Tag Tournament）
- Time Crisis 2（英语：Time Crisis 2）
- Type Final（英语：Type Final）
- Victorious Boxers: Ippo's Road to Glory（英语：Victorious Boxers: Ippo's Road to Glory）
- Wild Arms 3（英语：Wild Arms 3）
- 狂野歷險
- Wonder Live Generation 3（英语：Wonder Live Generation 3）
- World Rally Championship（英语：World Rally Championship (video game series)）
- Yu-Gi-Oh! 2（英语：Yu-Gi-Oh! The Duelists of the Roses）
- 终极地带

### PlayStation 3
- Armored Core 4（英语：Armored Core 4）
- 战地：叛逆连队
- BlazBlue: Calamity Trigger（英语：BlazBlue: Calamity Trigger）
- Bleach: Soul Ignition（英语：Bleach: Soul Ignition）
- Boku no Natsuyasumi 3（英语：Boku no Natsuyasumi 3）
- 惡魔靈魂
- Dragon Ball Z: Burst Limit（英语：Dragon Ball Z: Burst Limit）
- Dragon Ball: Raging Blast（英语：Dragon Ball: Raging Blast）
- Dragon Ball: Raging Blast 2（英语：Dragon Ball: Raging Blast 2）
- Enchant Arm（英语：Enchanted Arms）
- 全民高爾夫5
- Folklore -異魂傳承-
- 北斗无双
- Initial D Extreme Stage（英语：Initial D Extreme Stage）
- Katamari Forever（英语：Katamari Forever）
- 潛龍諜影4 愛國者之槍
- Mobile Suit Gundam: Target in Sight（英语：Mobile Suit Gundam: Crossfire）
- Mobile Suit Gundam: Extreme Vs.（英语：Mobile Suit Gundam: Extreme Vs.）
- 極速快感：進化世代
- Ninja Gaiden Sigma（英语：Ninja Gaiden Sigma）
- Ninja Gaiden Sigma 2（英语：Ninja Gaiden Sigma 2）
- Ratchet & Clank Future: Tools of Destruction（英语：Ratchet & Clank Future: Tools of Destruction）
- 抵抗：灭绝人类
- 抵抗2
- Super Street Fighter IV（英语：Super Street Fighter IV）
- 橙盒
- Ridge Racer 7（英语：Ridge Racer 7）
- 戰場女武神
- 虹彩六號：拉斯維加斯
- 秘境探險：黃金城秘寶
- Wangan Midnight（英语：Wangan Midnight (PlayStation 3 game)）
- GUNDAM無雙
- GUNDAM無雙2
- 人中之龍 登場！
- 人中之龍3
- 人中之龍4 傳說的繼承者

### PlayStation Portable
- 皇牌空戰X 詭影蒼穹
- Ape Academy 2（英语：Ape Academy 2）
- Ape Escape Academy（英语：Ape Escape Academy）
- Ape Escape P!（英语：Ape Escape: On The Loose）
- Ape Escape Racing
- Ape Escape: SaruSaru Big Mission（英语：Ape Escape: SaruSaru Big Mission）
- Armored Core: Formula Front International（英语：Armored Core: Formula Front）
- Bleach: Heat the Soul（英语：Bleach: Heat the Soul (series)）
- Bleach: Heat the Soul 2（英语：Bleach: Heat the Soul (series) #Bleach: Heat the Soul 2）
- Bleach: Heat the Soul 3（英语：Bleach: Heat the Soul (series) #Bleach: Heat the Soul 3）
- Bleach: Heat the Soul 4（英语：Bleach: Heat the Soul (series) #Bleach: Heat the Soul 4）
- Boku no Natsuyasumi Portable（英语：Boku no Natsuyasumi Portable）
- Boku no Watashi no Katamari Damacy
- 牧场物语 中秋满月 男生女生版
- 打工地獄2000
- Chronicle of Dungeon Maker（英语：Chronicle of Dungeon Maker）
- Coded Arms（英语：Coded Arms）
- Derby Time（英语：Derby Time）
- Doko Demo Issho: Let's Gakkou!（英语：Doko Demo Issho: Let's Gakkou!）
- Dokodemo Issyo（英语：Dokodemo Issyo）
- 真·三國無雙
- Exit（英语：Exit (video game)）
- Geki Sengoku Musou（英语：Geki Sengoku Musou）
- GUNDAM激鬥年代記
- Hot Shots Golf: Open Tee（英语：Hot Shots Golf: Open Tee）
- 頭文字D
- Innocent Life（英语：Innocent Life）
- 聖女貞德
- 王國之心 夢中降生
- 樂克樂克系列
- Lumines（英语：Lumines）
- Mah-jong Fight Club（英语：Mah-jong Fight Club）
- Magna Carta Portable（英语：Magna Carta Portable）
- Metal Gear Acid
- Metal Gear Acid 2
- 潛龍諜影 掌上行動
- 潛龍諜影 和平先驅
- Minna no Golf Portable（英语：Minna no Golf）
- 魔物獵人攜帶版
- Namco Museum（英语：Namco Museum Battle Collection）
- Naruto: Narutimett Portable（英语：Naruto: Narutimett Portable）
- 极品飞车
- Neon Genesis Evangelion 2: Tsukurareshi Sekai（英语：Neon Genesis Evangelion 2: Tsukurareshi Sekai）
- 波波罗克洛伊斯物语 皮耶特罗王子的冒险
- Princess Crown（英语：Princess Crown）
- 泡泡龙
- Quiz Mobile Suit Gundam Ton Senshi DX（英语：Quiz Mobile Suit Gundam Ton Senshi DX）
- Rengoku: Tower of Purgatory（英语：Rengoku: Tower of Purgatory）
- Ridge Racers（英语：Ridge Racer (PSP)）
- SD GUNDAM G世代 携带版
- Shutokou Battle: Zone of Control（英语：Shutokou Battle: Zone of Control）
- 超級機器人大戰MX 携带版
- 永恆傳奇
- 幻想傳奇
- 世界傳奇 光明神話
- TalkMan（英语：TalkMan）
- TalkMan: Euro（英语：TalkMan: Euro）
- 鐵拳5：闇黑復甦
- Tenchi no Mon（英语：Tenchi no Mon）
- Tenchi no Mon 2: Busouden（英语：Tenchi no Mon 2: Busouden）
- Tenchu: Shinobi Taizen（英语：Tenchu: Shinobi Taizen）
- Valhalla Knights（英语：Valhalla Knights）
- Vampire Chronicle: The Chaos Tower（英语：Vampire Chronicle: The Chaos Tower）
- Winning Eleven 9: Ubiquitous Evolution
- Winning Eleven 10: Ubiquitous Evolution

### PlayStation Vita
- 靜籟之空 ～獻給失落之星的詩～
- 魔眼凝望
- Disgaea 3: Absence of Detention（英语：Disgaea 3: Absence of Justice）
- Dream Club Zero Portable（英语：Dream Club Zero）
- 真·三国无双 Next
- 全民高尔夫6
- 噬神者2
- 重力异想世界
- 機動戰士GUNDAMSEED 激鬥命運（日语：機動戦士ガンダムSEED BATTLE DESTINY）
- Metal Gear Solid HD Collection（英语：Metal Gear Solid HD Collection）
- 胧村正
- Ragnarok Odyssey（英语：Ragnarok Odyssey）
- Ridge Racer（英语：Ridge Racer (2011 video game)）
- 閃亂神樂 忍者對決 -少女們的証明-
- Shinobido 2: Revenge of Zen（英语：忍道2 散華）
- 闇魂獻祭
- 純真傳奇R
- Touch My Katamari（英语：Touch My Katamari）
- 討鬼傳
- 秘境探險：黃金深淵
- 伊苏 塞尔塞塔的树海